# Горяны (Ужгород)

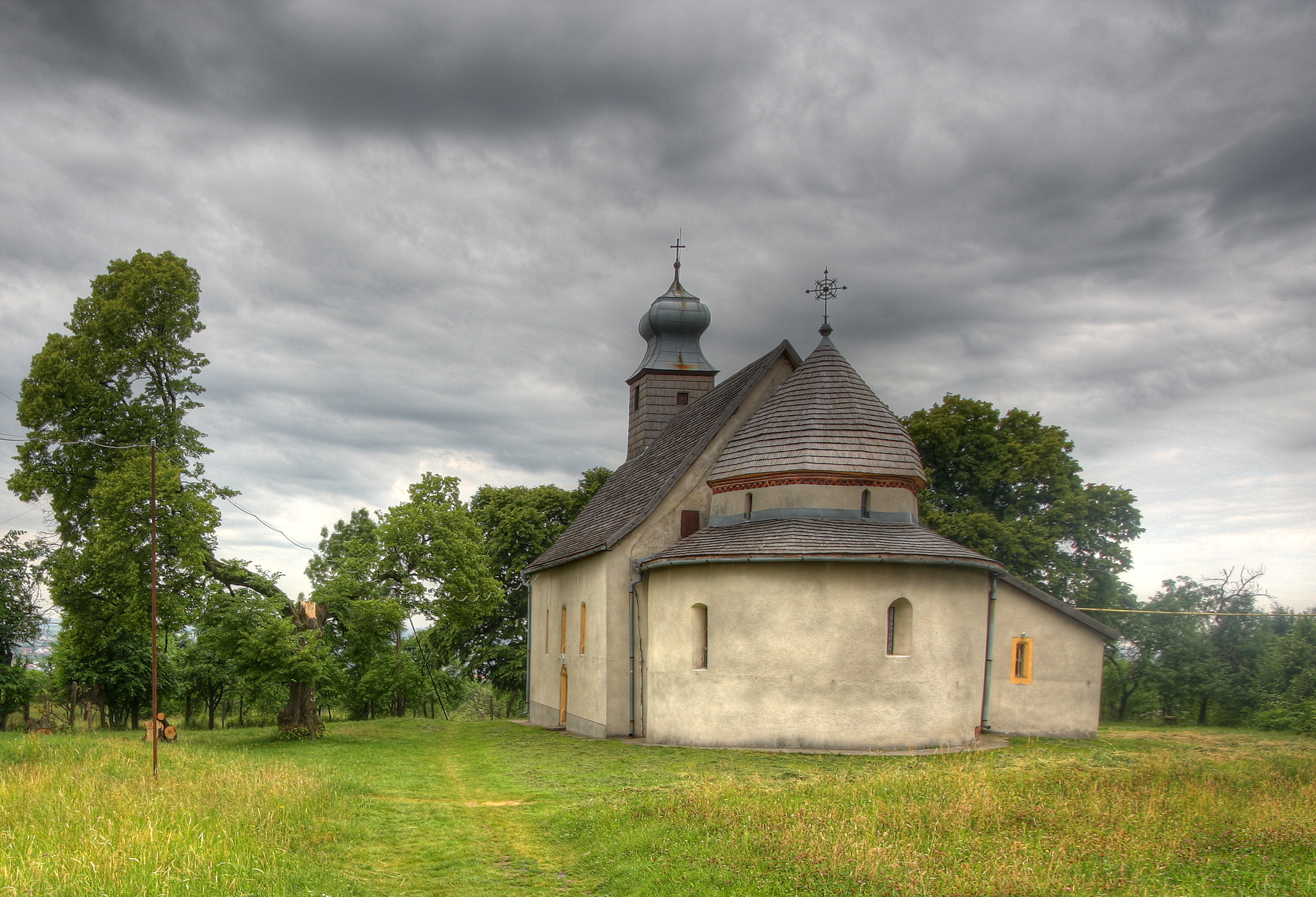
Горянская ротонда — древнейший в Закарпатье памятник архитектуры

Горяны (укр. Горяни, венг. Gerény) — район в составе города Ужгород на Украине. Расположен в трёх километрах к югу от центра города; в городской черте с 1970 года.

## История
Топоним впервые упомянут в 1332 году как Gheren. Существуют две версии его происхождения: от русинского горяни — «горцы» либо от венгерского görény — «хорёк».
Король Бела IV вместо разрушенного старого Ужгородского замка основал новую крепость. От этой крепости сохранилась только небольшая церковь (ротонда) готического стиля со следами фресок XIV—XV веков. Древнейшая часть церкви восходит к XII—XIII векам и выдержана в византийском стиле (кладка стен в технике «opus mixtum»).
Замок Белы IV, по-видимому, был разрушен в XIV веке. На его руинах Другеты заложили новый замок-дворец, остатки которого были найдены в 1926 году. Ещё не закончены раскопки основанного в 1384 году монастыря Ордена Павла.
В 1910 году из населения в 1173 чел., большинство составляли русины, со значительным количеством венгров. До Трианонского мирного договора Горяны относились к области Унг, Унгварского района.
В Горянах родился закарпатский писатель Михаил Иванович Томчаний (Томчани); (1914 — Ужгород, 1975). Его отец — Иван Томчани (венг. Tomcsányi János), мать Елизавета Томчани урожд. Кепеч (венг. Tomcsányiné szül. Kepecs Erzsébet). Именем писателя в Горянах названа улица, где стоит дом его отца.